# Vezjak
Vezjak  je priimek več znanih Slovencev:
- Andreja Vezjak (*1980), odbojkarica
- Anton Vezjak ("Ananta dasa"), dr. znanosti, Skupnost za zavest Krišne
- Boris Vezjak (*1968), filozof, publicist, univ. prof.
- Danilo Vezjak (1923-2003), ekonomist, univ. profesor
- Ivan Vezjak (Janez Jožef Bezjak - Remšeniški) (1822 -?), ljudski pesnik
- Marjan Vezjak (*1950), elektrotehnik
- Nikolaja Vezjak, sabljačica
- Peter Vezjak (*196#?), arhitekt; tudi videast ("Retrovizija")
- Valentin Vezjak (1863-1954), lesni trgovec
- Zdravko Vezjak (*1928), radioamater, cineast, filmski ustvarjalec